# Robert John Brennan
Robert John Brennan (n. El Bronx, Nueva York, Estados Unidos, 7 de junio de 1962) es un obispo católico, informático y matemático estadounidense.
En 1989 fue ordenado sacerdote para la Diócesis de Rockville Centre, en la cual ha desempeñado todo su sacerdocio y a partir de 2012 fue su Obispo Auxiliar, además de ocupar el cargo de Obispo Titular de Herdonia.
El día 31 de enero de 2019 fue nombrado por el Papa Francisco como Obispo de Columbus. Y tomó posesión el 29 de marzo del mismo año. Posteriormente ha sido nombrado octavo Obispo de Brooklyn tomando posesión el 30 de noviembre de 2021 en la Co-Catedral de San José de Brooklyn de manos del arzobispo metropolitano de Nueva York el cardenal Dolan.

## Inicios y formación
Nació el día 7 de junio de 1962 en el borough de El Bronx, en la ciudad de Nueva York.
Después de asistir a la escuela primaria de Nuestra Señora del Perpetuo Socorro, pasó a la escuela católica de secundaria "St. John the Baptist Diocesan High School" en West Islip.
Años más tarde acabó licenciandóse en Matemáticas y en Ciencias de la computación por la Universidad de San Juan.
Posteriormente inició sus estudios eclesiásticos en el Seminario "Immaculate Conception" de Huntington.
Finalmente el día 27 de mayo de 1989 fue ordenado sacerdote, por el entonces Rockville Centre "Monseñor" John Raymond McGann.
Él es bilingüe, ya que además de su natal inglés también sabe hablar el idioma español.

## Sacerdocio
Tras su ordenación sacerdotal en 1989, comenzó trabajando como vicario parroquial de la Iglesia "St Patrick's R.C. Church" en Smithtown.
Seguidamente fue ocupando otros cargos como el de secretario especial de los tres obispos de Rockville Center monseñores John Raymond McGann, James Thomas McHugh y William Francis Murphy (desde 1994 hasta el 2002); vicario general y moderador de la Curia Diocesana (desde el 2002 hasta el 2019); y párroco de la Iglesia "Saint Mary of the Isle" en Long Beach (desde el 2010 hasta el 2012).
Durante estos años, cabe destacar que fue condecorado por la Santa Sede con los títulos honoríficos de Capellán de Su Santidad y Prelado de honor de Su Santidad.

## Carrera episcopal
El 8 de junio de 2012 ascendió al episcopado, cuando el Papa Benedicto XVI le nombró Obispo Auxiliar de la Diócesis de Rockville Centre y Obispo Titular de la antigua Sede de Herdonia (Italia).

Escudo de armas de Robert J. Brennan como obispo auxiliar

Escudo de armas de Robert J. Brennan como obispo de Columbus

Al ser nombrado obispo por primera vez, además de escoger su escudo, como lema se puso la frase "Thy Will Be Done" (en español: Hágase tú voluntad).
Recibió la consagración episcopal el día 25 de julio de ese mismo año, a manos del entonces Obispo Diocesano de Rockville Centre "Monseñor" William Francis Murphy que actuó en calidad de consagrante principal. 
Y como co-consagrantes tuvo al Arzobispo Metropolitano de Filadelfia "Monseñor" Charles Joseph Chaput y también Auxiliar de Rockville Centre "Monseñor" Paul Henry Walsh.
El día 31 de enero de 2019, el Papa Francisco le ha nombrado como nuevo Obispo de la Diócesis de Columbus, que está situada en el Estado de Ohio.
En esta nueva sede sustituirá al obispo "Monseñor" Frederick Francis Campbell, que como lo exige el Código de Derecho Canónico de la iglesia, presentó su renuncia al Papa el año pasado tras al alcanzar la edad de 75 años, pero mientras tanto se mantendrá como Administrador apostólico.
Tomó posesión oficial del cargo el 29 de marzo durante una ceremonia especial de bienvenida que tendrá lugar en la Catedral de San José en Columbus.
Durante su tiempo en Columbus, ha estado involucrado activamente en el trabajo de la comunidad católica en el centro y centro-sur de Ohio, incluso sirviendo en las juntas directivas de la Fundación Católica, Mother Angeline McCrory Manor y Cristo Rey Columbus Catholic High School. También ha sido consejero y vicerrector del Pontificio Colegio Josephinum de Columbus.
A nivel nacional, el obispo Brennan ha trabajado en la Conferencia de Obispos Católicos de los Estados Unidos como miembro del Comité de Educación Católica, el Comité Administrativo y el Comité de Prioridades y Planes.
La mayor fortaleza del obispo Brennan radica en la actividad pastoral parroquial. Como obispo de Columbus, viajaba regularmente para conocer e involucrar a personas de cada parte de los 23 condados de la Diócesis de Columbus, aprendiendo sobre sus vidas, sus actividades diarias y su compromiso de fe. También ha disfrutado aprendiendo sobre las muchas parroquias y escuelas aquí; las muchas facetas de las culturas étnicas y geográficas de la Diócesis; y la vitalidad de los muchos movimientos misioneros en Columbus, particularmente la participación de los jóvenes.
El sello distintivo del tiempo del obispo Brennan en Columbus fue el inicio de la iniciativa de planificación y evangelización Presencia Real, Futuro Real a nivel diocesano. Presencia Real, Futuro Real es un proceso consultivo diocesano de dos años que invita a la participación del clero, ministros eclesiales laicos, voluntarios parroquiales y todos los fieles. Al escuchar las necesidades e ideas de la gente, este proceso que inició el obispo Brennan ayudará a determinar el mejor camino a seguir para aumentar la presencia de la Iglesia en toda la Diócesis de Columbus en el siglo XXI.
El 30 de noviembre de 2021, el obispo Brennan fue instalado como el octavo obispo de Brooklyn, al servicio de la gente de Brooklyn y Queens.

## Títulos honoríficos
| Insignia | Título                          | Fecha | Otorgado por       | Lugar               |
| -------- | ------------------------------- | ----- | ------------------ | ------------------- |
|          | Capellán de Su Santidad         | 1996  | Papa Juan Pablo II | Ciudad del Vaticano |
|          | Prelado de honor de Su Santidad | 2002  | Papa Juan Pablo II | Ciudad del Vaticano |